# D&B Duo
D&B Duo hrvatski je klavirski duo i jedan od vodećih hrvatskih komornih sastava. Čine ga pijanisti Dubravka Vukalović Vlahek i Bruno Vlahek.
Prvi zajednički nastup duo ostvaruje 2006. godine su u švicarskoj Lausannei izvedbom djela za dva klavira Sergeja Rahmanjinova i Leonarda Bernsteina gdje ih je zapazila švicarska publika, kritika i koncertni organizatori. Popularnost im otad raste koncertima u Amsterdamu, Barceloni, Berlinu, Dubrovniku, Madridu, Palmi de Mallorci i Monte-Carlu u kojem su postali i laureati međunarodnog natjecanja za klavirska dua. Iste su godine debitirali i na azijskim pozornicama koncertnom turnejom po Kini, gdje kritika ističe „briljantnu virtuoznost njihovog dijaloga“. Prvi su hrvatski interpreti monumentalnog ciklusa „Vizije amena“ Oliviera Messiaena kojeg su izveli povodom 50. obljetnice Muzičkog biennala Zagreb. Repertoar im se sastoji od originalnih djela kao i obrada za dva klavira i klavir četveroručno, a redovito izvode i djela suvremenih skladatelja od kojih su neka posvećena upravo njima.

## Vanjske poveznice
- Službene stranice klavirskog dua D&B
- Službene stranice Dubravke Vukalović Vlahek  Arhivirana inačica izvorne stranice od 4. listopada 2016. (Wayback Machine)
- Službene stranice Brune Vlaheka